# JUNK2
『JUNK2』（ジャンクツー）は、かつてTBSラジオをキー局にJRN系列で2005年4月5日 - 2008年9月26日の間、毎週月曜日 - 金曜日 27:00 - 28:00にて行われていた深夜放送。

## 概要
- そもそも『JUNK』という番組枠自体は、2002年4月に24:00 - 25:00の『Be@t B@by!!』（ビートベイビー）と25:00 - 27:00の番組（旧UP'S）が1つの番組帯としてスタートしたもの。
- そのJUNKは開始当初24:00 - 25:00（TBSラジオ以外のJRN系列ラジオ局では27:00 - 28:00に放送）と25:00 - 27:00の放送枠に分かれており、1つの曜日に2組のパーソナリティーが担当する2部制であった。
- しかし、2003年9月をもって24時台の放送が終了し、それまで24時台のJUNKをネットしていた局ではTBSラジオと同時でB-JUNK（ビージャンク）のネットを開始した（B-JUNKについての詳細はB-JUNKを参照）。
- 2005年4月から27時台の番組がそれまでのB-JUNKから、このJUNK2に改められた。この番組はJUNKのように曜日別のパーソナリティ（主にお笑いタレントなど）が担当するスタイルであったので実質上の2部制状態となっていた。
- 2005年8月28日、日本青年館で「JUNK夏祭り」と題したイベントを開催。開催された週に音源の一部をJUNK2の各番組で公開した。
- JUNK同様2006年4月4日より、JUNK2全番組もポッドキャストによる配信を行っていた。このポッドキャストの音源は新たに録音した音源や、放送された番組の切り抜き音源を配信していた。また、これまでJUNKのホームページで聞けていた音声ファイルはすべてこのポッドキャスト用の音源に切り替わった。更新は月曜 - 木曜は放送当日（月曜の番組は火曜）の昼頃に更新され金曜日のみ月曜日のお昼頃更新されていた。
- 2006年9月1日からは、JUNK同様JUNK2全番組（『波田陽区の中までテキーラ!』を除く）のポッドキャストに電通とサイバー・コミュニケーションズによる音声広告が付くようになった。
- スタッフとして、プロデューサーは、萩原慶太郎と池田卓生が担当、ディレクターおよび制作会社は、各番組によって異なっていた。
- 「JUNK2」開始当初は関西を拠点にしている芸人が起用されていたが大阪ではネットはされておらず、番組枠終了時点では東京を拠点にしている芸人がほとんどであった。また、開始当初は原則収録の番組が多かったが番組枠終了時点では5番組中3番組が原則生放送であった。
- 2007年6月18日より以前までJUNKのみで行っていたYouTubeでの動画配信をJUNK2でも行っていた。
- JUNK2からJUNKへ移動した番組は加藤浩次の吠え魂のみ（2008年10月3日より金曜JUNKへ移動）。ただし、番組の変遷として『極楽とんぼの吠え魂』が『加藤浩次の吠え魂』へタイトル変更して復活したという形でJUNKからJUNK2に移動した過去から、事実上JUNKへの復帰との見方も出来る（詳細は『極楽とんぼの吠え魂』・『加藤浩次の吠え魂』参照）。
- 提供は2008年4月から9月まで月曜のみヴィレッジブックス、過去には2007年11月から2008年2月までモバHO!（JUNK2として初のスポンサー）、2008年7月から8月まではチャイナクイックグループ（JUNKも提供）が行っていた。
- JUNK2で最長番組は「エレ片のコント太郎」と「カンニング竹山の生はダメラジオ」でどちらとも2年6ヶ月であった。
- 2008年9月27日でJUNK2が終了し、後続番組として9月29日より『JUNK ZERO』が放送開始。放送時間はTBSラジオのみ24:00 - 25:00、他の地域はJUNK2と同様27:00 - 28:00となり、『バナナマンのバナナムーン』・『エレ片のコント太郎』がJUNK2からJUNK ZEROへ移動した（詳細は『JUNK ZERO』を参照）。

## 放送されていた番組

### 月曜日
- 笑い飯のトランジスタラジオくん（笑い飯 / 2005年4月5日 - 2007年3月26日）
- バナナマンのバナナムーン （バナナマン / 2007年4月2日 - 、2008年9月29日より月曜JUNK ZEROへ移動）

### 火曜日
- 波田陽区の中までテキーラ!（波田陽区 / 2005年4月5日 - 2006年9月26日）
- タカアンドトシのケチャケチャラジオ（タカアンドトシ / 2006年10月3日 - 2008年9月23日）

### 水曜日
- 陣内智則のひとり番長（陣内智則 / 2005年4月6日に枠移動 - 2006年3月29日）
- スピードワゴンのキャラメル on the beach（スピードワゴン / 2002年10月10日 - 2007年3月28日 / 2006年4月5日に枠移動）
- エレ片のコント太郎（エレキコミック・ラーメンズ片桐 / 2006年4月7日 - / 2007年4月4日に枠移動、2008年10月1日より水曜JUNK ZEROへ移動）

### 木曜日
- スピードワゴンのキャラメル on the beach（スピードワゴン / 2002年10月10日 - 2007年3月28日/2006年4月5日に水曜日へ移動）
- カンニング竹山 生はダメラジオ（カンニング竹山 / 2006年4月6日 - 2008年9月25日）

### 金曜日
- 原口・はなわの角っ歯!（原口あきまさ・はなわ / 2005年4月8日 - 2006年3月31日）
- エレ片のコント太郎（エレキコミック・ラーメンズ片桐 / 2006年4月7日 - / 2007年4月4日に水曜日へ移動、2008年10月1日より水曜JUNK ZEROへ移動）
- 加藤浩次の吠え魂 （加藤浩次 / 2007年4月6日 - 、2008年10月3日より金曜JUNKへ移動）

## 「JUNK2」ネット局
2008年9月番組枠終了時点。「JUNK」はニッポン放送『オールナイトニッポン』の放送時間に当たり、多くの地方局がそちらを選択しているため、JUNK2とあなたへモーニングコール（早朝4時 - 5時）のセットでネットしている局が多かった。なお、大阪府・近畿広域圏（ABC・MBS）では編成上の都合により放送がなかった。
- TBSラジオ☆（制作局）
- 北海道放送☆
- 青森放送
- 秋田放送
- IBC岩手放送
- 山形放送
- 東北放送
- ラジオ福島
- 新潟放送
- 信越放送
- 山梨放送
- 北陸放送
- 中部日本放送
- 和歌山放送
- 山陽放送
- 山陰放送
- 山口放送
- 四国放送
- RKB毎日放送☆
- 大分放送
- 長崎放送
- 熊本放送
- 宮崎放送
- 南日本放送
- 琉球放送☆

☆印が付く局は『JUNK』もネット。
過去
- 福井放送 - 2007年3月30日をもって打ち切り、『走れ!歌謡曲』に移行したが、ネット打ち切りの告知はされなかった。

脚注
1. ↑  MBSについてはかつていすゞ歌うヘッドライト〜コックピットのあなたへ〜からRide on music!初期まで3時台をネットしていたが、その後諸事情によりネット打ち切り、自社制作番組に変更。ラジオ・パープルで深夜枠のネットに一旦復帰も同番組終了後は再び自社制作に戻している。ABCは1:00 - 3:00枠のJUNKを2009年7月から2014年3月までネットしていたが、自社制作に戻した。3 - 5時は自社制作のため元からネットしていない。